# Trget
Trget (en italien : Traghetto) est une localité de Croatie située en Istrie, dans la municipalité de Raša, dans le comitat d'Istrie. En 2001, la localité comptait 45 habitants.

## Démographie
| 1948 | 1953 | 1961 | 1971 | 1981 | 1991 | 2001 |
| ---- | ---- | ---- | ---- | ---- | ---- | ---- |
| 133  | 132  | 162  | 112  | 72   | 55   | 45   |